# C型肝炎ウイルス
C型肝炎ウイルス（シーがたかんえんウイルス、hepatitis C virus、HCV）は、フラビウイルス科ヘパシウイルス属に属するRNAウイルスで、C型肝炎の原因となる。抗ウイルス薬の登場により近年中の撲滅が期待されている。

## 歴史
1989年にアメリカのChiron社の研究グループによって非A型非B型肝炎患者から遺伝子断片が分離された。
2020年10月5日、C型肝炎ウイルスの特定につながる発見をしたとしてハーベイ・オルター、マイケル・ホートン、チャールズ・ライスがノーベル生理学・医学賞に選出された。

## 構造

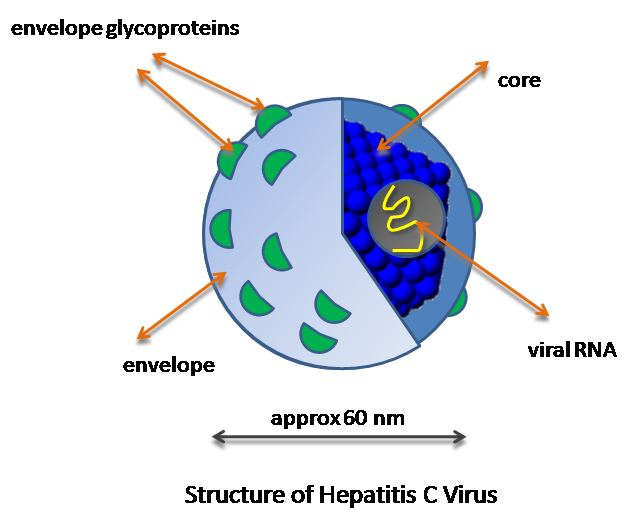

ウイルス粒子は外皮（エンベロープ）とコア蛋白の二重構造を持つ、直径35〜65nmの球状粒子であり、ゲノムとして9.5kbのプラス一本鎖RNAを持つ。ヒトを固有宿主とする。
一本鎖RNAは約3010のアミノ酸からなるポリプロテインをコードすることのできる読み取り枠(open reading frame、ORF)を有しており、このポリプロテイン、つまり前駆体蛋白に、細胞のシグナラーゼと、ウイルス自身のコードする2種類のプロテアーゼが作用、ウイルス粒子を形成する構造蛋白質とウイルス粒子に含まれない非構造蛋白質が産生される。
また、ゲノムの5´末端には、ウイルス蛋白の翻訳調節に関与する領域が存在する。これは、多様性の高いゲノム配列中にあり、ウイルスのクローン間で最も良く保存されているため、遺伝子検出に利用される
。

## 種類
現在までに10種類以上の遺伝子型(genotype)が発見されており、アメリカでは1a型が、ヨーロッパでは1a型と3a型が、日本では1b型が70%と多く、続いて2a型、2b型が多い。
治療効果の観点から、日本において遺伝子型に対し、2種類の血清型(serotype)で分類されている。
- 遺伝子型(genotype)

1a型 1b型 1c型 2a型 2b型 2c型 3a型 3b型 4型 5a型 6b型
- 血清型(serotype)：特異抗原に対する抗体によって以下に分類している
  - 1群(Group1)：主に1a型 1b型 1c型
  - 2群(Group2)：主に2a型 2b型 2c型

このウイルスに感染するとほぼ確実に抗体が産生されるので、抗体検査は診断上重要である。

## 感染
ウイルスの伝播は輸血や医療関係者の針刺し事故などの血液を介したものの、及び性行為での感染による、中でも高齢配偶者間での感染が懸念されると指摘されている。
HCVは肝細胞と一部のリンパ球を標的細胞とし、宿主の免疫機構やインターフェロンからエスケープして持続感染を引き起こす。また、細胞内の中性脂肪を利用して増殖しており、さらに、ウイルスの「コア」と呼ばれる蛋白質の働きで、細胞内の中性脂肪が増加するという報告がある。
ヒトが唯一の宿主であるが、実験的にチンパンジーに感染させることも可能である。C型肝炎ウイルスは、効率的な培養方法が確立していないため、牛ウイルス性下痢ウイルスがモデルウイルスとして研究されている。
感染は グルコーストランスポーター(glucose transporter 2;GLUT2)の発現を抑制させ、糖の取り込み抑制を引き起こされる。GLUT2遺伝子の転写抑制は、HCV NS5AによるHNF-1αのライソソーム依存性分解が関与していると報告されている。

### 症候
C型肝炎ウイルスに感染すると、慢性肝炎に移行しやすい。
肝臓以外の病変として、クリオグロブリン血症、膜性増殖性糸球体腎炎、晩発性皮膚ポルフィリン症、シェーグレン症候群、慢性甲状腺炎、悪性リンパ腫、扁平苔癬などを発症させる。また、2型糖尿病、糖脂質代謝異常、鉄代謝異常との合併が有意に多い。

### 免疫系からの回避
感染細胞や樹状細胞が産生するインターフェロン(IFN)は、HCVの排除に働き、さらに樹状細胞によって活性化されたNK細胞も、ウイルス排除に貢献することが知られているが、HCVはNS3などにより、インターフェロンのシグナル伝達を阻害するほか、E2によりNK細胞の機能を低下させることで、免疫系から免れまぬがれている。

### 治療
有効なワクチンは無いが、抗ウイルス薬として2015年7月に承認されたレジパスビルの登場により、96〜100%の人でウイルス除去が可能になった。